# 镰状楼梯草
镰状楼梯草（学名：Elatostema subfalcatum）是荨麻科楼梯草属的植物，为中国的特有植物。分布于中国大陆的广西等地，生长于海拔1,300米的地区，多生长在山谷沟边石上以及林中阴湿处，目前尚未由人工引种栽培。